# Halowe Mistrzostwa Świata w Lekkoatletyce 2004 – bieg na 60 m przez płotki mężczyzn
Bieg na 60 m przez płotki mężczyzn – jedna z konkurencji rozgrywanych podczas halowych mistrzostw świata w lekkoatletyce w 2004. Eliminacje, półfinały oraz finał odbyły się 6 marca.
Do eliminacji zgłoszonych zostało 31 zawodników z 24 państw.
Zawody w tej konkurencji wygrał reprezentant Stanów Zjednoczonych Allen Johnson. Drugą pozycję zajął zawodnik z Chin Liu Xiang, trzecią zaś reprezentujący Jamajkę Maurice Wignall.

## Wyniki

### Eliminacje
Źródło: 
Bieg 1
| Miejsce | Zawodnik           | Państwo    | Wynik | Uwagi |
| ------- | ------------------ | ---------- | ----- | ----- |
| 1.      | Liu Xiang          | Chiny      | 7,63  |       |
| 2.      | Yoel Hernández     | Kuba       | 7,64  |       |
| 3.      | Ivan Bitzi         | Szwajcaria | 7,69  | SB    |
| 4.      | Gregory Sedoc      | Holandia   | 7,72  |       |
| 5.      | Redelén dos Santos | Brazylia   | 7,72  |       |
| 6.      | Masato Naitō       | Japonia    | 7,77  | NR    |
| 7.      | Serhij Demydiuk    | Ukraina    | 7,78  |       |
| 8.      | Mohd Robani Hassan | Malezja    | 8,04  |       |

Bieg 2
| Miejsce | Zawodnik                  | Państwo                           | Wynik | Uwagi |
| ------- | ------------------------- | --------------------------------- | ----- | ----- |
| 1.      | Yuniel Hernández          | Kuba                              | 7,59  |       |
| 2.      | Charles Allen             | Kanada                            | 7,69  |       |
| 3.      | Sébastien Denis           | Francja                           | 7,70  |       |
| 4.      | Andrea Giaconi            | Włochy                            | 7,72  | SB    |
| 5.      | Sultan Tucker             | Liberia                           | 8,35  |       |
| 6.      | Elton Bitincka            | Albania                           | 8,35  |       |
| 7.      | Arlindo Leócadio Pinheiro | Wyspy Świętego Tomasza i Książęca | 8,70  |       |
| –       | Duane Ross                | Stany Zjednoczone                 | DSQ   |       |

Bieg 3
| Miejsce | Zawodnik              | Państwo           | Wynik | Uwagi |
| ------- | --------------------- | ----------------- | ----- | ----- |
| 1.      | Staņislavs Olijars    | Łotwa             | 7,64  | SB    |
| 2.      | Dwight Thomas         | Jamajka           | 7,65  |       |
| 3.      | Allen Johnson         | Stany Zjednoczone | 7,67  |       |
| 4.      | Robert Kronberg       | Szwecja           | 7,69  |       |
| 5.      | Gergely Palágyi       | Węgry             | 7,76  | PB    |
| 6.      | Robert Newton         | Wielka Brytania   | 7,80  |       |
| 7.      | Marcel van der Westen | Holandia          | 7,83  |       |

Bieg 4
| Miejsce | Zawodnik                   | Państwo           | Wynik | Uwagi |
| ------- | -------------------------- | ----------------- | ----- | ----- |
| 1.      | Maurice Wignall            | Jamajka           | 7,67  |       |
| 2.      | Shaun Bownes               | Południowa Afryka | 7,73  |       |
| 3.      | Mohammed Sillah-Freckleton | Wielka Brytania   | 7,75  |       |
| 4.      | Shi Dongpeng               | Chiny             | 7,75  | PB    |
| 5.      | Márcio de Souza            | Brazylia          | 7,78  |       |
| 6.      | Felipe Vivancos            | Hiszpania         | 7,79  |       |
| 7.      | Igor Pieriemota            | Rosja             | 7,83  |       |
| 8.      | Muhammad Shah              | Pakistan          | 8,29  |       |

### Półfinały
Źródło: 
Bieg 1
| Miejsce | Zawodnik        | Państwo           | Wynik | Uwagi |
| ------- | --------------- | ----------------- | ----- | ----- |
| 1.      | Liu Xiang       | Chiny             | 7,46  | AR    |
| 2.      | Yoel Hernández  | Kuba              | 7,59  | SB    |
| 3.      | Gregory Sedoc   | Holandia          | 7,66  | PB    |
| 4.      | Shaun Bownes    | Południowa Afryka | 7,67  |       |
| 5.      | Sébastien Denis | Francja           | 7,69  |       |
| 6.      | Sultan Tucker   | Liberia           | 7,77  |       |

Bieg 2
| Miejsce | Zawodnik                   | Państwo         | Wynik | Uwagi |
| ------- | -------------------------- | --------------- | ----- | ----- |
| 1.      | Yuniel Hernández           | Kuba            | 7,59  |       |
| 2.      | Dwight Thomas              | Jamajka         | 7,59  | PB    |
| 3.      | Robert Kronberg            | Szwecja         | 7,61  |       |
| 4.      | Charles Allen              | Kanada          | 7,71  |       |
| 5.      | Mohammed Sillah-Freckleton | Wielka Brytania | 7,80  |       |

Bieg 3
| Miejsce | Zawodnik           | Państwo           | Wynik | Uwagi |
| ------- | ------------------ | ----------------- | ----- | ----- |
| 1.      | Staņislavs Olijars | Łotwa             | 7,55  | SB    |
| 2.      | Maurice Wignall    | Jamajka           | 7,55  |       |
| 3.      | Allen Johnson      | Stany Zjednoczone | 7,58  |       |
| 4.      | Andrea Giaconi     | Włochy            | 7,66  | PB    |
| 5.      | Redelén dos Santos | Brazylia          | 7,74  |       |
| 6.      | Ivan Bitzi         | Szwajcaria        | 7,82  |       |

### Finał
Źródło: 
| Miejsce | Zawodnik           | Państwo           | Wynik | Uwagi |
| ------- | ------------------ | ----------------- | ----- | ----- |
| 01 !    | Allen Johnson      | Stany Zjednoczone | 7,36  | =     |
| 02 !    | Liu Xiang          | Chiny             | 7,43  | AR    |
| 03 !    | Maurice Wignall    | Jamajka           | 7,48  | NR    |
| 4.      | Staņislavs Olijars | Łotwa             | 7,49  | PB    |
| 5.      | Yuniel Hernández   | Kuba              | 7,58  |       |
| 6.      | Robert Kronberg    | Szwecja           | 7,59  | SB    |
| 7.      | Yoel Hernández     | Kuba              | 7,78  |       |
| 8.      | Dwight Thomas      | Jamajka           | 7,87  |       |